# Design de fontes

Exemplo de texto que utiliza a fonte Helvetica com diferentes pesos

Design de fontes é uma área do design que atua especificamente nos estilos, arranjos visuais e formas de fontes de escrita, para os quais são criados diversos tipos de famílias tipográficas contendo diferentes significados e formatos. O designer que trabalha nesta área estuda o universo da tipografia, desde a criação até a aplicação dos caracteres, tendo como resultado uma boa legibilidade, a harmonia visual das palavras e a melhora da parte estética.
O design de fontes possui suas bases em quatro princípios básicos na tipografia, são elas: serif, script, sans serif e dingbat. E cada uma dessas classificações são adequadas para determinados projetos.
De acordo com o dicionário da Língua Portuguesa, a tipografia é: “o conjunto de procedimentos artísticos e técnicos da produção gráfica, espelhados no sistema de impressão direta com o uso de matriz em relevo ou impressa.

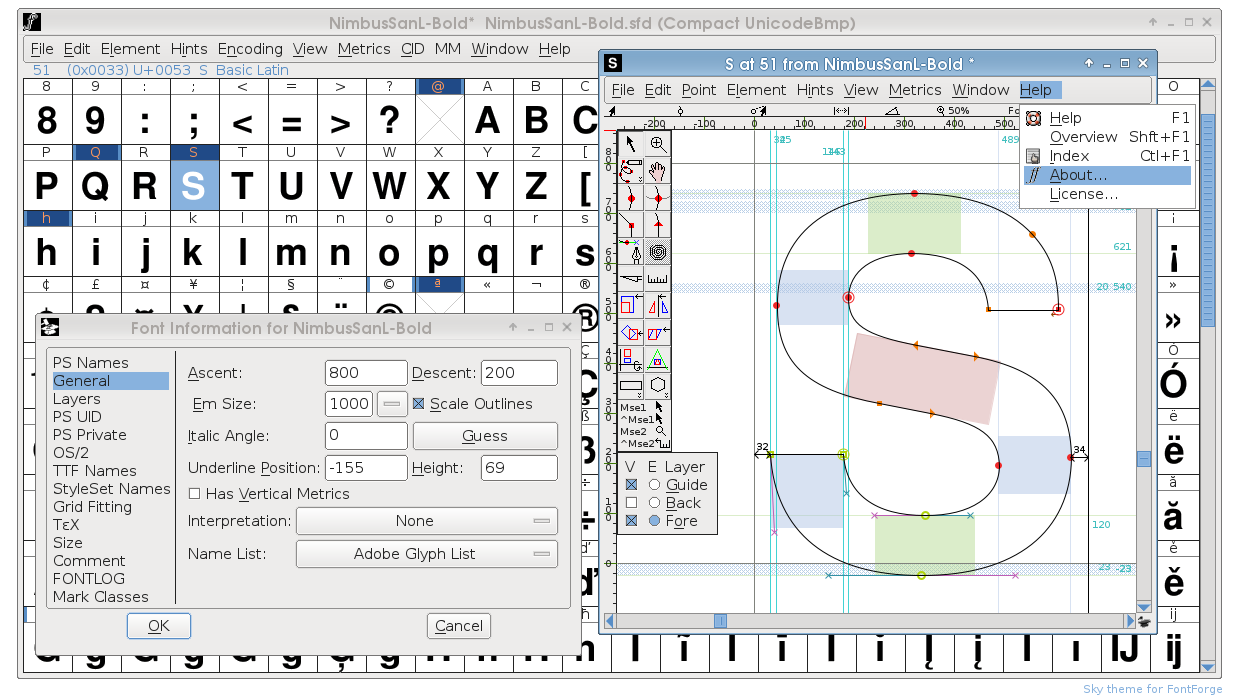
FontForge é um aplicativo de código aberto para o desenho de fontes digitais.

O design de fontes surge alinhado à história de referência de compor e imprimir com tipos móveis. Tipologia, é originado do grego τυπολογία (typología), em que "tipo" significa impressão, somada a "grafia", que significa escrita. No início, os textos e livros eram copiados à mão e sob encomenda, o que limitava a quantidade e gerava um custo alto para produção, além do fato de demandar muito tempo. O público que consumia esses produtos, em geral, pertencia às classes mais abastadas, à  Igreja ou era ocupante de altos cargos, pois, além de ter alto poder aquisitivo, fazia parte dos poucos alfabetizados da época.
A prensa esculpida em metal foi criada por Johannes Gutenberg em 1450 com tipos móveis que criavam letras e símbolos em relevo capazes de aumentar os números na produção, já que anteriormente os textos eram feitos à mão. O primeiro livro inteiro publicado foi a bíblia. Por conta disso, ao começar a reproduzir conteúdos na língua local, e não no latim como era de costume na época, a população letrada cresceu e aumentou o acesso à informação, também cresceu o comércio de livros e houve a expansão da imprensa.
Com o tempo os tipos móveis foram se modernizando, variando de tamanho, forma e tipos de letras. Com avanço da tecnologia o processo se tornou mais ágil e complexo, e as técnicas foram aperfeiçoadas. E ao longo do tempo, as máquinas saíram do modo manual para o semiautomático e automático.
Fabio Haag é um ex-diretor de criação e trabalha atualmente como type designer em sua própria empresa há alguns anos, ele se tornou uma referência da tipografia brasileira e seus trabalhos são reconhecidos por diversas marcas que foram desenvolvidas em escala global.
Tipografias exclusivas são caracteres desenhados e pensados apenas para uma marca em específico, diferenciando-se das demais e tornando-se únicas. Existem designers que criam fontes para uso popular e também profissionais que trabalham criando fontes exclusivas para grandes marcas. Isso causa um diferencial das demais marcas, as tornando únicas. Com isso, a exclusividade pode garantir a diferenciação e por consequência a lembrança. Dentro dos elementos que compõem uma identidade visual a fonte é uma delas, sendo por vezes o elemento de maior importância, afinal quando escolhida e usada corretamente se torna um poderoso elemento de identificação da marca.
Sendo assim, algumas marcas famosas que investiram em tipografia exclusiva são: Coca Cola, Magazine Luiza, Banco do Brasil, Santander, Bradesco, Gol Linhas Aéreas, Prada, O Boticário, Amil, Globo, SporTv, Tramontina, TeleCine, Nestlé, Rico, GNT, Nextel, QuintoAndar.
1. 1 2  «O Que é Tipografia no Design Gráfico?». https://designerdequalidade.com/. Consultado em 8 de fevereiro de 2023
2. ↑  «Houaiss UOL». houaiss.uol.com.br. Consultado em 8 de fevereiro de 2023
3. ↑  Print, Inova (3 de agosto de 2017). «O surgimento da tipografia». Medium (em inglês). Consultado em 8 de fevereiro de 2023
4. 1 2  Print, Inova (3 de agosto de 2017). «O surgimento da tipografia». Medium (em inglês). Consultado em 8 de fevereiro de 2023
5. 1 2  «Quem Somos». Fabio Haag Type. Consultado em 8 de fevereiro de 2023
6. 1 2  Cunha, Bruna (13 de julho de 2021). «Entenda porque ter uma tipografia exclusiva para sua marca». Aliens Design. Consultado em 8 de fevereiro de 2023

- Lettering

- Design gráfico

- Letra

- O surgimento da tipografia

- O que é tipografia?
- Tipografia digital - O impacto das novas tecnologias, de Priscila L. Farias

- Fabio Haag - Tipógrafo